# L'Écho des savanes
L'Écho des Savanes é uma revista de quadrinhos franco-belga fundada em maio de 1972 por Claire Bretécher, Marcel Gotlib e Nikita Mandryka. Apresentou o trabalho de autores e artistas franceses e internacionais em quadrinhos voltados para adultos ao longo de 34 anos e encerrou temporariamente a publicação em dezembro de 2006. Foi relançada em 2008. 

## História
A primeira edição de L'Écho des Savanes foi publicada em 1 de maio de 1972. Foi a única edição daquele ano, embora a demanda popular tenha causado sua reimpressão em várias edições. Todas as suas páginas (exceto a capa) eram em preto e branco e continham exclusivamente o trabalho de seus fundadores, Bretécher, Gotlib e Mandryka. Marcada como uma publicação para adultos, adotou um curso diferente da revista Pilote, a publicação familiar com a qual os fundadores mantinham um longo relacionamento. Nos dois anos seguintes, foi uma publicação trimestral. Somente no final deste período, começaram a aparecer trabalhos de outros criadores, como Alexis, Harvey Kurtzman, Jean Solé e Moebius . 
Em 1975, a revista adaptou uma programação bimensal e, a partir de 1976, tornou-se mensal. Embora não tivesse mais o rótulo "para adultos", as imagens de capa habituais sugerem que nada no conteúdo foi alterado. Durante esse período, começaram a chegar contribuições de criadores como Neal Adams, Richard Corben, Robert Crumb, Dick Giordano, Alejandro Jodorowsky, Jeff Jones, Gérard Lauzier, Jacques Lob, Masse, Georges Pichard, Jacques Tardi, Martin Veyron, Wallace Wood e Bernie Wrightson. 
Desde o final da década de 1970, levando à suspensão da publicação em 1982,  L'Écho continuou com sucesso, incluindo edições frequentes da L'Écho special USA e uma publicação paralela intitulada Virus (cinco edições em 1980-1981). Os trabalhos de Bretécher, Gotlib e Mandryka deixaram de aparecer, e acréscimos notáveis ao grupo de colaboradores foram Jean Michel Charlier, Guido Crepax, Jean-Claude Forest, Carlos Giménez, Tanino Liberatore e Art Spiegelman . 
ompradoa pla editora Albin Michel, o'Écho relançou em 1º de junho após uma pausa de cinco meses, fazendo alterações na imagem da revista. Entre os novos colaboradores estavam Baru, Will Eisner, Milo Manara, Frank Miller, Jean-Marc Reiser, Alex Toth, Jano e Alex Varenne . Além das histórias em quadrinhos "adultas", as edições continham artigos com fotos de mulheres seminuas (tais imagens ecoavam nas capas). 
Uma versão semanal, chamada inicialmente L'Hebdo Écho des Savanes, e mais tarde L'Ebdo foi lançada em 1984 no lugar da revista mensal por alguns meses. 
A edição de dezembro de 2006 seria o lançamento final de L'Écho, após uma decisão da Lagardère Active Media de interromper a publicação.

### 2008
A editora Glénat reiniciou a publicação em 28 de março de 2008 com o número 267.